# Confirmation - Una donna per la verità
Confirmation - Una donna per la verità (Confirmation) è un film per la televisione diretto da Rick Famuyiwa.
Il film parla delle controversie scaturite dall'accusa di molestie sessuali da parte dell'avvocato Anita Hill nei confronti dell'imminente nuovo giudice della Corte suprema degli Stati Uniti d'America Clarence Thomas; fu trasmesso nel corso del 2016, anche in Italia.
La pellicola ha ricevuto recensioni generalmente positive. In particolare, l'interpretazione di Kerry Washington le ha valso una candidatura sia al Premio Emmy che al Golden Globe.

## Trama
Nel 1991 il giudice Clarence Thomas vede la sua nomina alla Corte Suprema messa in pericolo dalle parole dell'ex collega Anita Hill, che lo accusa di averla molestata sessualmente. Il caso segnerà un momento cruciale della cultura americana, cambiando per sempre il modo in cui si percepiscono le politiche di uguaglianza tra i generi.